# Kōnstantinos Iōsīfidīs
Kōnstantinos Iōsīfidīs (in greco: Κωνσταντίνος Iωσηφίδης; Salonicco, 14 gennaio 1952) è un allenatore di calcio ed ex calciatore greco, di ruolo difensore.

## Palmarès

### Club

#### Competizioni nazionali
- Campionato greco: 2

PAOK: 1975-1976, 1984-1985
- Coppa di Grecia: 2

PAOK: 1971-1972, 1973-1974